# 盧敏儀
盧敏儀（英語：Money Lo Mun Yi，1960年11月19日—），前香港影視藝人及電視節目主持人，後來轉職成為大律師，丈夫為前導演孫敬安。

## 背景
盧敏儀早年於九龍彩虹邨綠晶樓長大，於1972年畢業於聖公會靜山小學。及後因為升中試成績優良而考上庇理羅士女子中學，是校內的活躍分子。她在中學時期，即16歲時曾主持香港電台電視部《少年警訊》節目，當時獲警務處處長施禮榮頒發嘉許狀。另外，她在校時亦為一名運動健將，曾參與女子田徑接力賽。由於花多了時間發展課外活動，她的成績因而稍為退步。加上不能接受自己代表庇理羅士女子中學以外的學校參加學界游泳比賽，結果在1977年中五畢業後退學且轉到新法書院完成學業。盧敏儀在中六時代表香港到英國參加「英聯邦青少年交換計劃」。後來，於1980年代加盟無綫電視，曾與鍾保羅、蔡楓華等主持《勁歌金曲》、《Sunday任你點》、及《萬千星輝賀台慶》等大型綜藝節目。與孫敬安於1997年結婚後息影並退出娛樂圈。她在退出娛樂圈之前在美國紐約報讀過方法演技與電影幕後課程。
盧敏儀先在香港公開大學修讀工商管理學士課程，但未有取得學位。再於1998年透過香港大學專業進修學院修讀倫敦大學校外課程中的法律學士課程(LL.B.)（2001年畢業）。2003年完成銜接碩士課程後，開始投身法律界，現職大律師，於清洪大律師事務所工作。

## 電視劇（無綫電視）
- 1983年 《再見十九歲》飾 王阿香
- 1987年 《成吉思汗》 飾 百合
- 1988年 《名門》飾 段玉琪
- 1988年 《大都会》飾 Maggie
- 1991年 《怒劍嘯狂沙》 飾 洪月影
- 1992年 《中神通王重陽》 飾 霍無雙
- 1993年 《都市的童話》 飾 伍嘉文
- 1993年 《精靈酒店》

## 電視劇（亞洲電視）
- 1995年 《千王之王重出江湖》 飾 潘瑪莉

## 電影
- 1984年 《雙龍出海》
- 1985年 《警察故事》
- 1988年 《赤膽情》
- 1989年 《發達先生》
- 1989年 《沖天小子》 飾	許文倩
- 1990年 《漫畫奇俠》
- 1993年 《愛到盡頭》
- 1993年 《滅門慘案之孽殺》
- 1993年 《花田囍事》 飾	白鳳丸（雪仙ㄚ環）
- 1993年 《郎心如鐵》
- 1994年 《弱殺》
- 1994年 《替天行道之殺兄》
- 1994年 《滅門慘案II借種》
- 1995年 《孽戀》
- 1996年 《玩火》
- 1996年 《孟波》
- 1996年 《七月十三之龍婆》
- 1997年 《十五億殺人網絡》

## 參與節目
- 《少年警訊》（主持，1970年代）
- 《每事問》（主持，1982年）
- 《周末任你點》（與區瑞強主持）
- 《新地任你點》（第一代主持）
- 《第三屆新秀歌唱大賽》（大會司儀，1984年）
- 《青春前線》（主持兼青少年大使，1985年）
- 《歡樂今宵》（主持，1980年代-1990年）
- 《娛樂新聞眼》（主持，1989-1990年）
- 《勁歌金曲》（主持）
- 《十大勁歌金曲頒獎典禮》（大會司儀，1989年）
- 《萬千星輝賀台慶》（大會司儀，1989年）
- 《歡樂滿東華》
- 《大江南北》（主持）
- 《寰宇風情》（主持）
- 《歡樂今宵團圓夜》（表演嘉賓，2007年11月7日）
- 《書竇》（路訊通）
- 《品味人生》第二輯（主持）
- 《不老傳說》嘉賓（2019年1月12日）
- 《勁歌43年情．讓音樂高飛》嘉賓（2023年）

## 外部連結
- 盧敏儀在互联网电影资料库（IMDb）上的資料（英文）（英文）
- 在AllMovie上盧敏儀的頁面（英文）
- 盧敏儀在香港影庫上的簡介
- 盧敏儀在豆瓣上的资料（简体中文）
- 盧敏儀在时光网上的簡介（简体中文）
- RTHK 品味人生 2 盧敏儀 Profile （页面存档备份，存于）